# Siglo VI
El siglo VI d. C. (siglo sexto después de Cristo) o siglo VI e. c. (siglo sexto de la era común) comenzó el 1 de enero del año 501 y terminó el 31 de diciembre del 600. Unos años después del fin de la época clásica (derrumbe del Imperio romano occidental en el año 476) y el inicio de la época medieval. Es llamado el «Siglo de Bizancio».

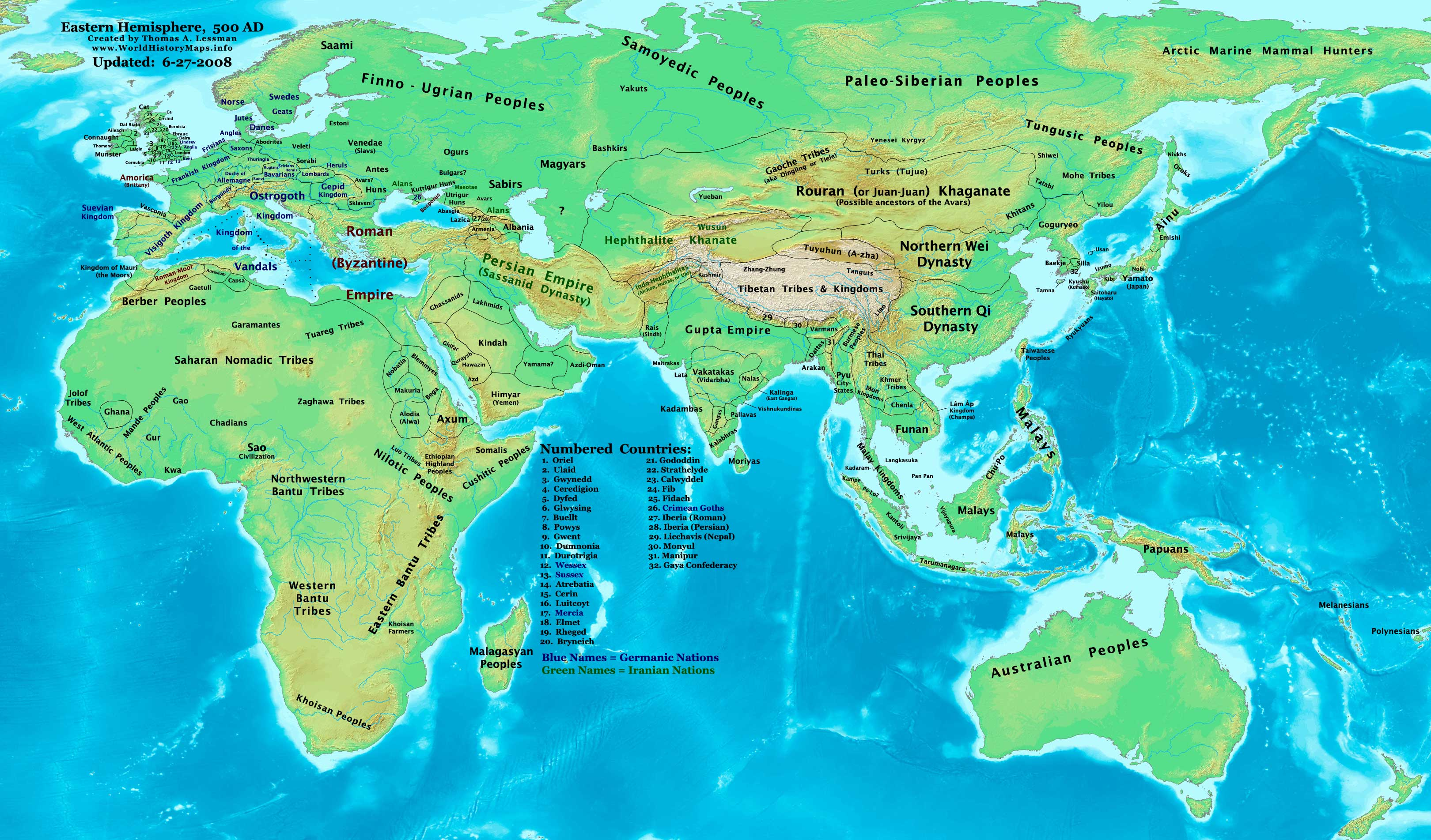
Mapa mundial (excepto América) en torno al año 500.

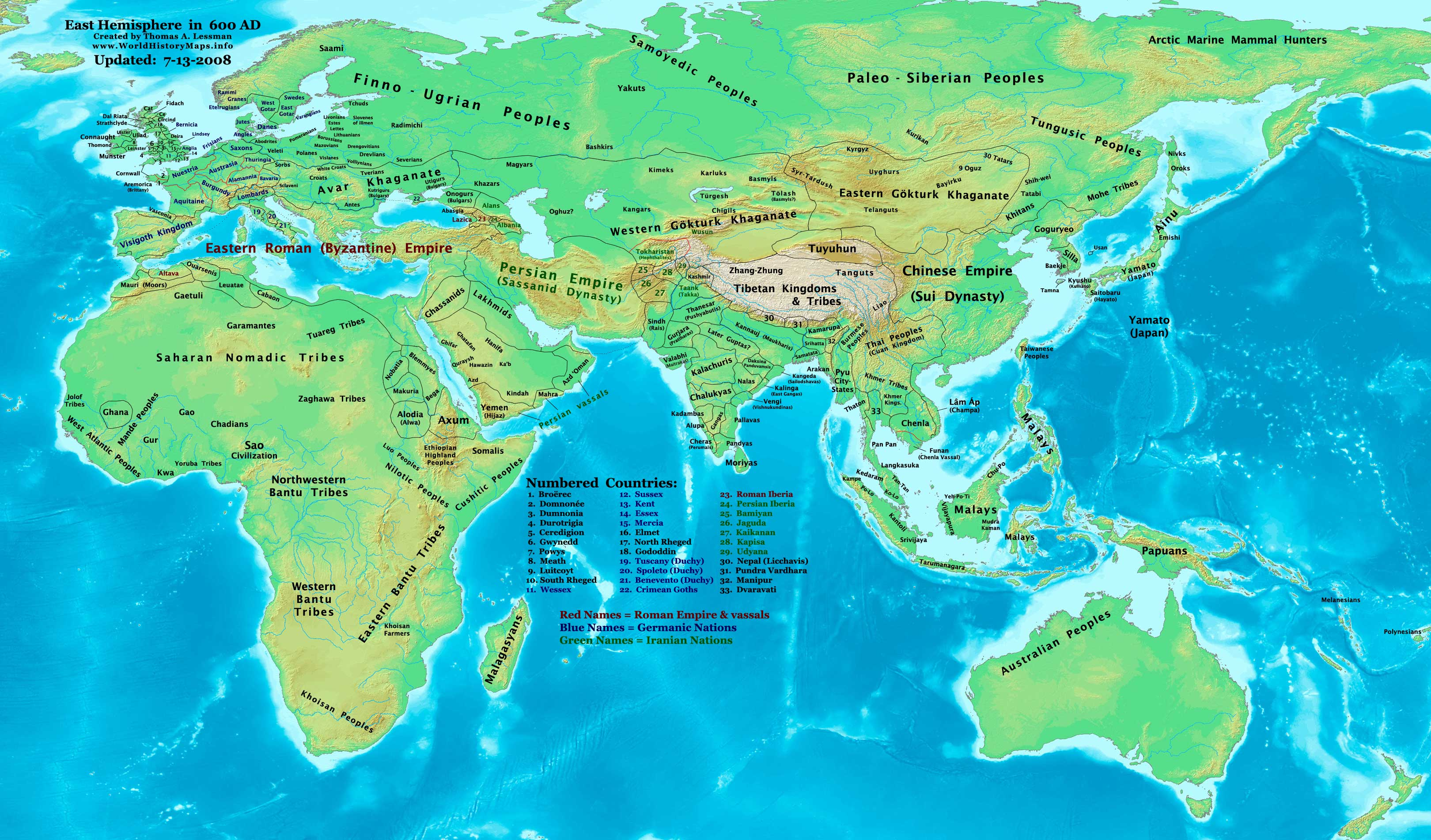
Mapa mundial (excepto América) en torno al año 600.

Después de la caída del Imperio romano occidental a finales del siglo anterior, Europa es fracturada en muchos reinos germánicos pequeños, que compitieron constantemente por tierra y recursos. Finalmente los francos llegaron a ser dominantes, y se expandieron hacia fuera un dominio importante que abarcaba gran parte de Francia y de Alemania.

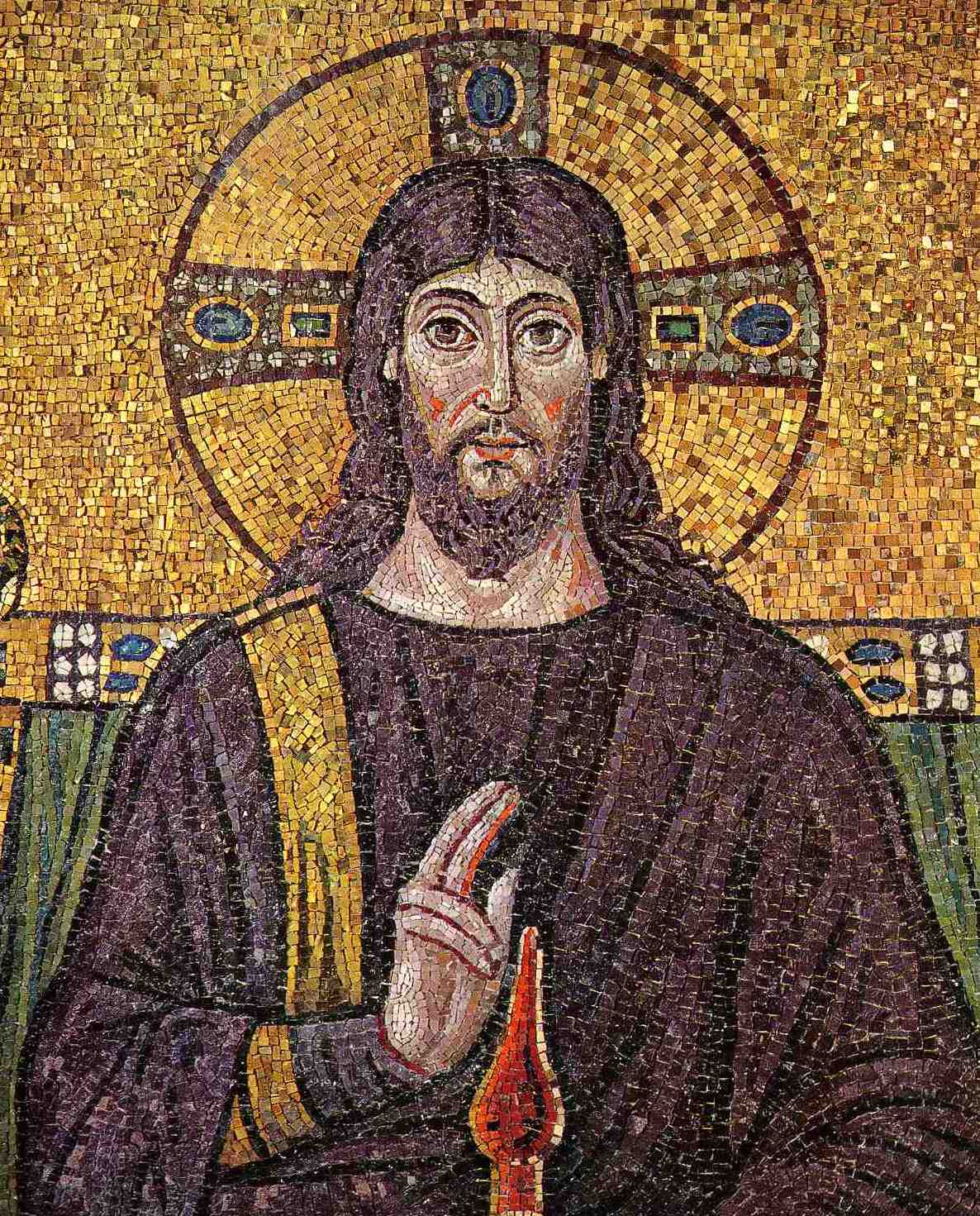
Mosaico de Jesús.

Mientras tanto, el Imperio romano del este que sobrevivió comenzó a ampliarse bajo el mando del emperador Justiniano I, que recobró finalmente África del norte de los vándalos, y procuró recuperar completamente Italia también con la esperanza de restablecer el control romano sobre las tierras gobernadas una vez por el Imperio romano occidental. Después de la muerte de Justiniano I, la mayor parte de sus logros desaparecieron. El Imperio sasánida alcanzó un pico de grandeza con Cosroes I en el siglo vi.

## Acontecimientos relevantes

### Guerras y política
- 527 al 565: Mandato de Justiniano I (482-565) quien sucede a Justino I como emperador del Imperio bizantino (Imperio Romano de Oriente). Es sobrino y sucesor de Justino I e impulsó el derecho romano a través del código Corpus Iuris Civilis (534).[1]
- 532 Se produce la niká en el hipódromo de Constantinopla, la revuelta es sofocada por los generales Belisario y Mundus que acaba con 30 000 fallecidos.
- 533: El general bizantino Belisario derrota al rey vándalo Gelimer en la batalla de Ad Decimum, esto es el comienzo de la desaparición del Reino vándalo
- 537: Se produce la batalla de Camlann, la batalla final del legendario rey Arturo.
- 554: El Imperio bizantino se anexiona el Reino ostrogodo gracias principalmente a las campañas del general Belisario, siendo acabada la conquista por el general Narsés.
- 565: Mueren ese mismo año Justiniano I y Belisario, principales artífices de la expansión del Imperio bizantino.
- 567 al 586: Reino visigodo de Leovigildo en España; traslada la capital a Toledo.[1]
- 568: Los lombardos invaden Italia.
- 570: Nace Mahoma, profeta del islam.
- 585: El Reino suevo es conquistado por los visigodos.
- 589: China se reunifica bajo la dinastía Sui.

### Desastres
- 530-560: En Sudamérica, acontece uno de los más fuertes eventos del Fenómeno del Niño, que produjo lluvias torrenciales seguidas de treinta años de sequía entre los años, provocando la caída de los oráculos dirigidos por sacerdotes-guerreros, provocando el abandono de los patrones culturales del Intermedio Temprano, especialmente los de (Moche, Nazca, Lima) propiciando el posterior surgimiento del modelo de estado Huari.
- 541-542: La peste negra azota Constantinopla y casi la totalidad del Imperio bizantino.
- 536-547: Pequeña Edad de Hielo de la antigüedad tardía.

### Religión
- Los estudiosos babilónicos concluyen el Talmud, cuerpo de la ley civil y religiosa del judaísmo, que consta de un código de leyes e incluye comentarios sobre la Torá. El Talmud de Jerusalén se había concluido a comienzos del siglo anterior.[1]
- 552: El budismo se introduce en Japón durante el período Asuka.
- 553: El emperador Justiniano I convoca el Segundo Concilio de Constantinopla, para tratar el monofisismo y el nestorianismo.
- 587: Recaredo I, rey de los visigodos, se convierte al catolicismo, siendo el primer rey visigodo católico.
- 589: El rey Recaredo I convoca el Tercer Concilio de Toledo, donde la religión oficial de los visigodos pasa a ser el catolicismo en sustitución del arrianismo.

### Cultura y ciencia
- El budismo Zen penetra en Vietnam y  a través de China.
- El arte bizantino adquiere un carácter específico y una de sus manifestaciones más dicientes son los iconos, representaciones pictóricas de un santo u otros personajes sagrados.[1]
- 529: Benito de Nursia funda la abadía de Monte Cassino, en Italia.
- 529: El emperador Justiniano I clausura la Academia de Atenas, fundada por Platón en el 362 a. C.

## Personas relevantes

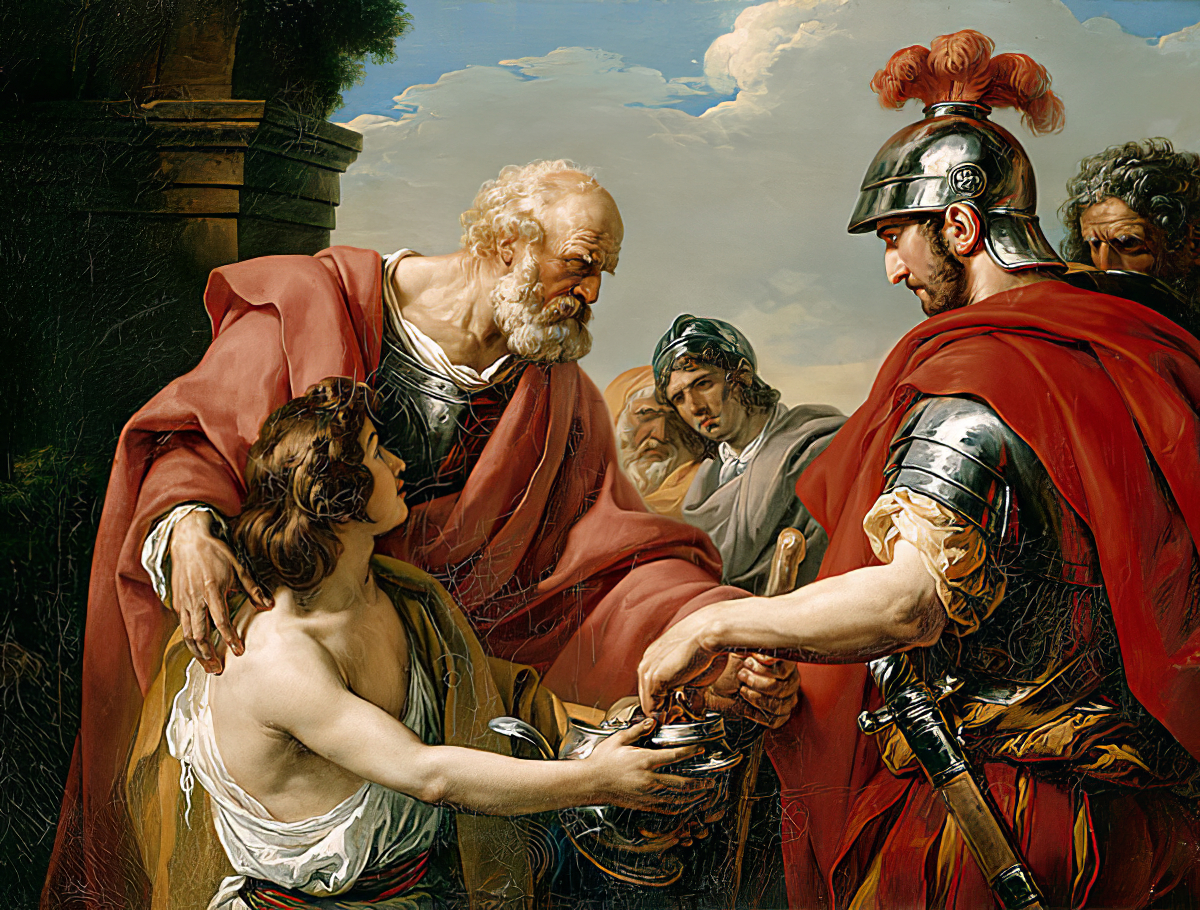
El general Belisario expandió enormemente las fronteras del Imperio bizantino.

- Agustín de Canterbury (534-604): santo y denominado habitualmente como «El Apóstol de Inglaterra».
- Aryabhata (476-550): matemático y astrónomo hindú.
- Belisario (505-565): militar bizantino, famoso por sus conquistas que expandieron el Imperio bizantino.
- Benito de Nursia (480-547): santo y fundador de la orden de los benedictinos.
- Boecio (480-524/525): filósofo romano.
- Casiodoro (485-580): político y escritor de origen latino.
- Clodoveo I (466-511): rey de los francos.
- Cosmas Indicopleustes (s. VI-550): marino griego de Alejandría
- Cosroes I († 579): emperador sasánida.
- Gregorio de Tours (538-594): obispo de Tours e historiador de origen franco.
- Gregorio Magno (540-604): santo y papa de la Iglesia católica.
- Hermenegildo (564-585): santo, hijo del rey visigodo Leovigildo.
- Jordanes: historiador bizantino.
- Juan de Éfeso (507-586): líder de la Iglesia ortodoxa oriental e historiador bizantino.
- Justiniano I (483-565): emperador bizantino, conocido por su empresas que expandieron las fronteras del imperio.
- Leandro de Sevilla (534-596): clérigo católico, famoso por convertir al catolicismo a los visigodos.
- Mahoma (560/561-631): profeta del islam.
- Narsés (478-543): militar bizantino y chambelán del emperador Justiniano I, conocido por acabar con el Reino ostrogodo.
- Procopio de Cesarea (500-565): historiador bizantino.
- Recaredo I (559-601): rey de los visigodos, primer rey visigodo cristiano.
- Remigio de Reims (437-533): santo, obispo de Reims, bautizó al rey Clodoveo I.
- Taliesin (534-599): poeta de origen galés.
- Teodora (501-548): emperatriz consorte del Imperio bizantino y esposa de Justiniano I.
- Venancio Fortunato (536-610): santo, obispo de Poitiers y escritor.
- Yang Jian (541-604): emperador chino, fundador de la dinastía Sui.